# Saison 1 de Star Wars: The Clone Wars
Vous lisez un « bon article » labellisé en 2016.
Chronologie
Saison 2
La première saison de Star Wars: The Clone Wars, série d'animation en 3D américaine, est constituée de vingt-deux épisodes. Créée par George Lucas, la série se déroule entre l'épisode II, L'Attaque des clones, et l'épisode III, La Revanche des Sith, de la série de films Star Wars. La série décrit les événements de la guerre des clones, un conflit qui oppose les forces de la République, composées de Jedi et de soldats clones, et des Séparatistes, composées de Sith et de droïdes de combat.
Elle est précédée d'un film sorti au cinéma en août 2008, également nommé Star Wars: The Clone Wars, qui rassemble quatre épisodes qui étaient initialement destinés à appartenir à la saison. Par la suite, elle débute sur Cartoon Network avec les épisodes Embuscade et L'Aube du Malveillant, diffusés le 3 octobre 2008, et se termine avec l'épisode Prise d'otage diffusé le 20 mars 2009. En France, elle est diffusée du 23 décembre 2008 au 25 avril 2009 sur W9.
La saison reçoit des critiques généralement positives, dont un meilleur accueil que le film. Elle est récompensée lors des Motion Picture Sound Editors Awards pour le meilleur montage sonore pour l'épisode L'Antre de Grievous, nommée aux Annie Awards pour la musique de l'épisode L'Aube du Malveillant dans la catégorie de la meilleure musique dans une production télévisuelle et aux Saturn Awards pour la meilleure série diffusée sur le câble ou en syndication.
Elle sort ensuite en DVD et disque Blu-ray le 3 novembre 2009 aux États-Unis et le 9 décembre 2009 en France.

## Synopsis
La saison est composée de plusieurs arcs narratifs centrés sur des événements, des personnages ou des lieux :
1. Toydaria (1 épisode) : le maître Jedi Yoda se rend sur la lune de Rugosa pour commencer les négociations avec le roi de la planète Toydaria, Katuunko, afin d'installer une base de ravitaillement de la République. Cependant, un seigneur Sith, le comte Dooku, envoie son assassin, Asajj Ventress, pour empêcher cela.
2. Malveillant (3 épisodes) : un nouveau vaisseau des Séparatistes, le Malveillant, détruit tous les croiseurs de la République qu'il croise. Anakin et son apprentie, Ahsoka, partent alors sauver le maître Jedi Plo Koon attaqué par le Malveillant.
3. Soldats clones (1 épisode) : sur un avant-poste de la République, une équipe de nouveaux soldats clones doit faire face à une invasion Séparatiste.
4. R2-D2 (2 épisodes) : lors d'une bataille, le chasseur d'Anakin est touché et R2-D2, son droïde, est porté disparu. Anakin et Ahsoka partent alors à sa recherche avant que les Séparatistes ne découvrent les secrets militaires cachés dans sa mémoire.
5. Nute Gunray (3 épisodes) : après avoir été capturé sur la planète Rodia, le Séparatiste Nute Gunray est escorté vers Coruscant, la capitale de la République, pour y être jugé. Dooku envoie alors Ventress afin de sauver Gunray ou le réduire au silence.
6. Comte Dooku (2 épisodes) : alors qu'Anakin et Obi-Wan tentent de capturer Dooku, celui-ci s'écrase sur une planète où il est capturé par des pirates qui exigent une rançon.
7. Marridun (2 épisodes) : lors d'une bataille pour secourir le chevalier Jedi Aayla Secura, Anakin est gravement blessé. Bloqués sur une planète à la suite d'un écrasement, ils cherchent une aide médicale pendant que les Séparatistes testent une nouvelle arme.
8. Orto Plutonia (1 épisode) : sur cette planète normalement inhabitée, l'avant-poste de la République a mystérieusement été décimé. Anakin et Obi-Wan sont alors envoyés pour élucider le mystère.
9. Christophsis (1 épisode) : Anakin et Obi-Wan tentent de reprendre la planète des mains des Séparatistes. Cependant, ils découvrent qu'un traître se cache dans leurs rangs.
10. Ombre bleue (2 épisodes) : sur la planète Naboo, la sénatrice Padmé Amidala et le représentant de Naboo, Jar Jar Binks, sont capturés alors qu'ils cherchaient un laboratoire Séparatiste cultivant un virus. Anakin, Ahsoka et Obi-Wan partent afin de les libérer et d'empêcher la propagation du virus mortel.
11. Ryloth (3 épisodes) : Anakin et Ahsoka sont envoyés dans l'objectif de libérer la planète Ryloth du blocus Séparatiste, tandis qu'Obi-Wan se prépare à l'assaut terrestre et le maître Jedi Mace Windu à la reprise de la capitale.
12. Chasseurs de primes (1 épisode) : au Sénat de la République, Cad Bane et plusieurs mercenaires prennent en otage des sénateurs afin de libérer de prison Ziro le Hutt qui avait organisé l'enlèvement du fils de Jabba le Hutt (dans le film Star Wars: The Clone Wars).

## Distribution

### Principaux et récurrents
- Matt Lanter (VF : Emmanuel Garijo ; VQ : Martin Watier) : Anakin Skywalker (18 épisodes)
- Ashley Eckstein (VF : Olivia Luccioni ; VQ : Claudia-Laurie Corbeil) : Ahsoka Tano (14 épisodes)
- James Arnold Taylor (VF : Bruno Choël ; VQ : François Godin) : Obi-Wan Kenobi (14 épisodes)
- Dee Bradley Baker (VF : Serge Biavan ; VQ : Jean-François Beaupré) : les soldats clones (22 épisodes)
- Matthew Wood (VF : Emmanuel Garijo ; VQ : Xavier Dolan) : les droïdes de combat (20 épisodes)
- Tom Kane (VF : Jean-Claude Donda ; VQ : Pierre Chagnon) : le narrateur (22 épisodes)
- Tom Kane (VF : Jean Lescot ; VQ : Jacques Lavallée) : Yoda (8 épisodes)
- Nika Futterman (VF : Laura Blanc) : Asajj Ventress (4 épisodes)
- Ian Abercrombie (VF : Georges Claisse ; VQ : Yves Corbeil) : Palpatine / Dark Sidious (7 épisodes)
- James Arnold Taylor (VF : Pierre Dourlens) : Plo Koon (5 épisodes)
- Corey Burton (VF : Bernard Dhéran ; VQ : Guy Nadon) : comte Dooku / Dark Tyranus (10 épisodes)
- Matthew Wood (VF : Gérard Darier ; VQ : Louis-Philippe Dandenault) : général Grievous (7 épisodes)
- R2-D2 (11 épisodes)[Note 1]
- Anthony Daniels (VF : Roger Carel ; VQ : Luis de Cespedes) : C-3PO (5 épisodes)
- Catherine Taber (VF : Sylvie Jacob ; VQ : Aline Pinsonneault) : Padmé Amidala (7 épisodes)
- Tom Kane (VF : Jean-Luc Kayser) : amiral Wullf Yularen (7 épisodes)
- Ahmed Best (VF : Roland Timsit ; VQ : Sébastien Dhavernas) : Jar Jar Binks (5 épisodes)
- Terrence C. Carson (en) (VF : Jean-Paul Pitolin ; VQ : James Hyndman) : Mace Windu (8 épisodes)

### Invités
- Brian George (VF : Denis Boileau) : roi Katuunko (épisode 1)
- Gwendoline Yeo (VF : Valérie Siclay) : Nala Se (épisode 3)
- Olivia d'Abo (VF : Valérie Siclay ; VQ : Michèle Lituac) : Luminara Unduli (épisodes 4, 9 et 10)
- Ron Perlman (VF : Michel Vigné) : Gha Nachkt (épisodes 6 et 7)
- Tom Kenny (VF : Patrick Poivey) : Silood (épisode 8)
- Dee Bradley Baker (VF : Marc Perez) : Onaconda Farr (épisode 8)
- James Marsters (VF : Alexis Victor) : capitaine Faro Argyus (épisode 9)
- Tom Kenny (VF : Sylvain Lemarié ; VQ : Daniel Picard) : Nute Gunray (épisode 8 à 10)
- Phil LaMarr (VF : Pascal Germain ; VQ : Daniel Lesourd) : Kit Fisto (épisode 10)
- Tom Kenny : Nahdar Vebb (épisode 10)
- David Acord (en) : EV-A4-D (épisode 10), Pune Zignat (épisode 14)
- Jim Cummings (VF : Patrick Béthune) : Hondo Ohnaka (épisodes 11 et 12)
- Corey Burton : sénateur Kharrus (épisodes 11 et 12), Shahan Alama (épisode 22)
- Greg Ellis (VF : Patrick Béthune) : Turk Falso (épisodes 11 et 12)
- James Arnold Taylor : Barb Mentir (épisode 12), Tae Boon (épisode 21)
- Jennifer Hale (VQ : Éveline Gélinas) : Aayla Secura (épisodes 13 et 14)
- George Coe (VF : Pierre Baton) : Tee Watt Kaa (épisodes 13 et 14)
- Alec Medlock (VF : Thomas Sagols) : Wag Too (épisodes 13 et 14)
- George Takei (VF : Michel Le Royer) : Lok Durd (épisode 14)
- Brian George (VF : Patrick Préjean) : polémarque Chi Cho (épisode 15)
- Jennifer Hale (VF : Fily Keita) : sénatrice Riyo Chuchi (épisode 15)
- Gwendoline Yeo : Peppi Bow (épisode 17)
- James C. Mathis III (en) (VF : Frantz Confiac) : capitaine Gregar Typho (épisodes 17 et 18)
- Jameelah McMillan (VF : Catherine Privat) : la reine de Naboo Neeyutnee (épisode 18)
- Michael York (VF : Bernard Alane) : Dr Nuvo Vindi (épisodes 17 et 18)
- James Arnold Taylor (VF : Emmanuel Garijo) : LEP-86C8 (épisodes 17 et 18)
- David Kaufman (en) (VF : Kelyan Blanc) : Jaybo Hood (épisode 18)
- Phil LaMarr : Amit Noloff (épisode 18), sénateur Philo (épisode 22)
- Catherine Taber : l'ange de Iego (épisode 18), Numa (épisode 20)
- Corey Burton (VF : Patrice Dozier) : Mar Tuuk (épisode 19)
- Matthew Wood (VF : Jean-Claude Donda) : Wat Tambor (épisode 19 à 21)
- Robin Atkin Downes (VF : Sébastien Desjours) : Cham Syndulla (épisode 21)
- Phil LaMarr (VF : Patrick Béthune) : Orn Free Taa (épisodes 21 et 22)
- Phil LaMarr (VF : Bertrand Liebert) : Bail Organa (épisode 22)
- Corey Burton (VF : Vincent Violette) : Cad Bane (épisode 22)
- Jaime King (VF : Laëtitia Lefèbvre) : Aurra Sing (épisode 22)
- Dee Bradley Baker (VF : Patrick Raynal) : Robonino (épisode 22)
- Corey Burton (VF : Daniel Delabesse ; VQ : Bernard Fortin) : Ziro le Hutt (épisode 22)

 Sources et légende : version française (VF) sur RS Doublage, Planète Jeunesse et Allodoublage, version québécoise (VQ) sur Doublage.qc.ca.

## Production
Une série d'animation se déroulant durant la guerre des clones est envisagée dès 2002 par George Lucas, le créateur de la saga Star Wars, afin d'approfondir les personnages et les lieux de la prélogie. Trois ans plus tard, après la diffusion de la série télévisée Star Wars: Clone Wars, Lucas annonce une nouvelle série se déroulant sur la même période mais en animation 3D. Avant que The Clone Wars ne soit diffusée pour la première fois à la télévision, Lucas décide de rassembler certains épisodes afin de monter un film qui précède la série. Ainsi, la trame principale du long métrage est composée d'un arc de trois épisodes : Castle of Deception, Castle of Doom et Castle of Salvation, tandis qu'un épisode autonome, intitulé The New Padawan, devient la séquence d'ouverture du film et permet l'introduction du personnage d'Ahsoka Tano. Cette première saison présente deux nouveaux types de droïdes : le droïde tactique et le droïde commando. Le premier est développé afin de présenter un méchant plus performant mais sans créer un commandant organique unique comme les généraux Loathsom et Lok Durd ou le capitaine Mar Tuuk. Le modèle vocal du droïde est partiellement inspiré par la voix du robot Lucifer dans la série Battlestar Galactica diffusée dès 1978. Le deuxième est un croisement du droïde de combat standard et du super droïde de combat sous la forme d'une silhouette humaine. Il est créé pour représenter une menace face aux soldats clones et aux Jedi grâce à une plus grande intelligence et rapidité que les autres droïdes. Le premier épisode de la saison, Embuscade, marque l'introduction de Yoda, dont l'apparence est volontairement exagérée et stylisée, et permet de montrer son côté sociable envers les clones, à l'inverse des films de la prélogie où il apparaît très sérieux.

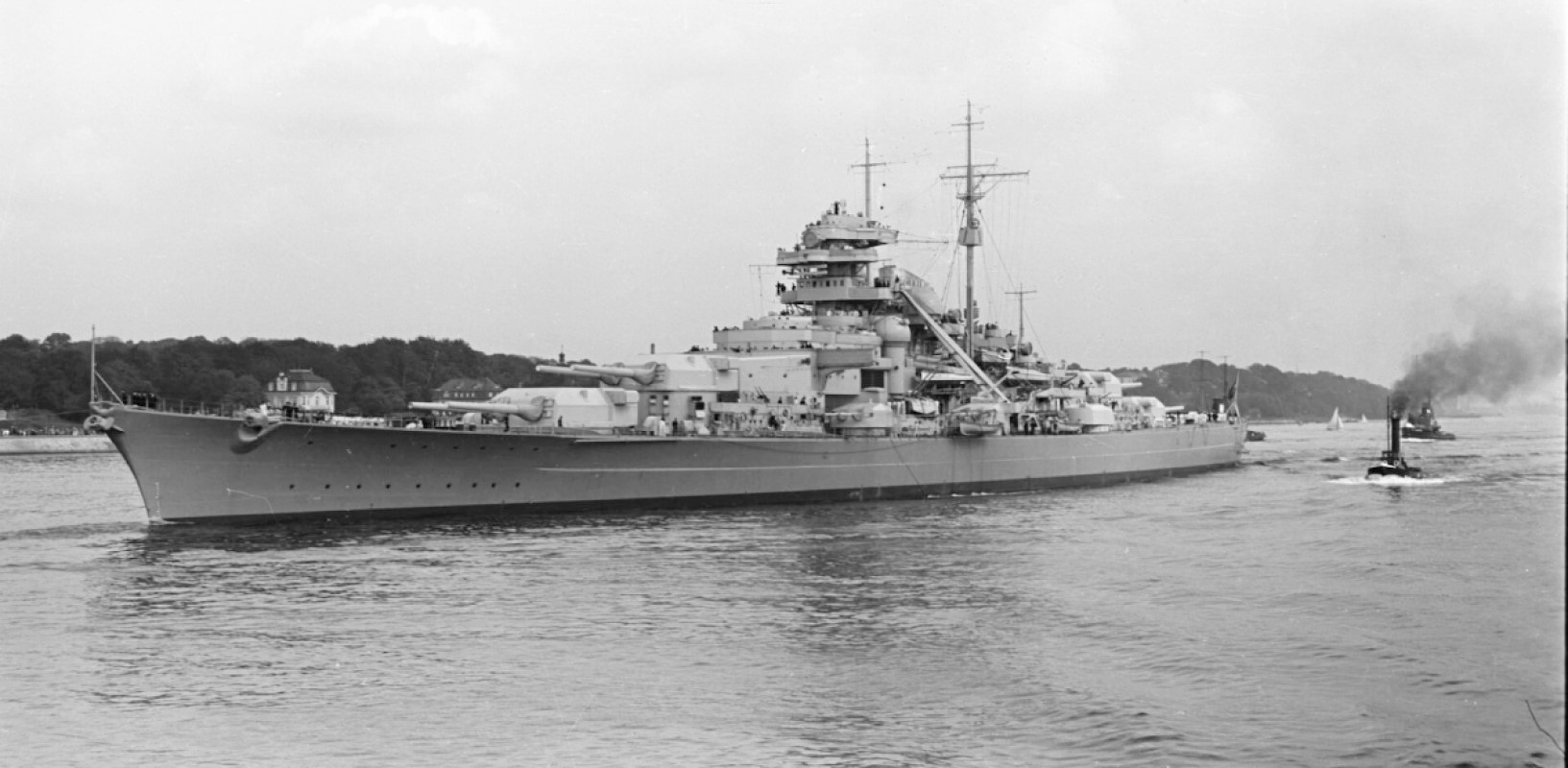
Le cuirassé Bismarck, dont le Malveillant est inspiré.

Pour Killian Plunkett, chargé du design et de la conception de la série, le Jedi Plo Koon, présent dès le premier arc, fut un de ses travaux les plus faciles car Dave Filoni, superviseur de la réalisation, possède une maquette de la tête du Jedi sculptée par Darren Marshall et qu'il s'agissait de cette tête que Filoni voulait pour Koon. Le Jedi étant le personnage préféré de Filoni, celui-ci fut très précis sur sa tenue vestimentaire. Dans l'arc consacré au Malveillant, le style de ce vaisseau de combat est inspiré par le cuirassé allemand Bismarck. Celui-ci partage certaines similitudes avec le Malveillant, notamment le fait qu'ils étaient trop puissants pour être détruits par des vaisseaux adverses et qu'il a fallu envoyer des bombardiers équipés de torpilles pour les détruire. Dans cet arc, l'épisode L'Ombre du Malveillant permet le retour des bombardiers Y-wing et des capsules de sauvetage introduits dans Un nouvel espoir. Pour l'équipe de production, la conception du bombardier fut difficile car celui-ci devait parvenir à relier les deux trilogies. Il devait à la fois correspondre à l'esthétisme de la prélogie tout en restant le vaisseau de l'Alliance rebelle, dans l'épisode IV, quand il est plus vieux et détérioré,. La conception des capsules de sauvetage s'inspire de celles du premier film Star Wars dont leur aspect est simplifié et légèrement stylisé.
Malgré un accueil négatif dans les trois épisodes de la prélogie, Jar Jar Binks est intégré dans la série dès l'épisode Jedi Bombad par Lucas en raison du poste du Gungan (représentant de Naboo au Sénat galactique) durant la période de guerre. Pour l'équipe de production, l'épisode a permis d'aborder l'histoire comme un conte de fées avec des éléments classiques comme Padmé Amidala dans le rôle de la princesse en détresse enfermée dans un château, C-3PO dans celui du serviteur, et l'absence de dragon a permis de développer le monstre marin Kwazel Maw. Dans l'épisode suivant, La Cape des ténèbres, James Marsters interprète le capitaine Faro Argyus du commando du Sénat à la suite de l'audition que l'acteur avait passé pour le rôle d'Anakin Skywalker dans La Menace fantôme. Cet épisode impose certaines difficultés à l'équipe de production en introduisant Luminara Unduli. Ainsi, la conception de son costume fut très difficile en raison de sa composition de plusieurs couches d'étoffes à faire avec l'animation 3D. Afin de le réaliser, plusieurs couches ont été supprimées pour le simplifier tout en gardant le châle, la coiffure et la jupe. De plus, en raison des délais dus à la télévision, le sabre laser d'Unduli n'a pas pu être modélisé. L'équipe de production a donc utilisé le modèle du sabre de Plo Koon grâce à leur grande similarité et a pu par la suite concevoir celui d'Unduli.
L'arc suivant, dédié à la capture du comte Dooku, introduit Hondo Ohnaka et sa bande de pirates. Lucas a demandé à l'équipe de production que chaque pirate ait des caractéristiques individuelles dans chaque plan, à l'exception du chef Ohnaka. Pour ce faire, l'équipe a créé deux modèles de pirate, un homme et une femme, qui ont été habillés simplement puis divers éléments différents (cheveux, vêtements, armes, etc.) ont été ajoutés, ce qui a permis à l'équipe d'utiliser ce procédé pour la première fois. L'arc Maridun permet d'approfondir le personnage d'Aayla Secura, d'abord apparu dans la série de bande dessinée Star Wars: Republic publiée par Dark Horse Comics puis brièvement dans L'Attaque des clones et La Revanche des Sith. Pour Filoni, ce fut l'occasion de vraiment savoir qui elle était et de la représenter, sous une certaine forme, comme la sœur aînée d'Ahsoka. Durant le développement du personnage, elle devait avoir une voix rude et un accent américain. Cependant, il est décidé de lui donner un accent français, ce qui a participé à définir sa personnalité. Cet arc, dont l'épisode Les Défenseurs de la paix est inspiré par le film Les Sept Samouraïs d'Akira Kurosawa, permet également d'intégrer une vision pacifiste dans le conflit grâce au peuple des Lurmens. Ainsi, pour Henry Gilroy, le superviseur du scénario, ce fut l'occasion de montrer ce que peut faire un peuple pour éviter le conflit.
Dans l'épisode suivant, Intrusion, Lucas a soumis l'idée que l'histoire s'approche de la conquête de l'Ouest où les pionniers sont menacés par des indigènes supérieurs en nombre. Afin de créer la planète Orto Plutonia, Lucas voulait beaucoup de jours blancs et une forte densité neigeuse. Pour ce faire, l'équipe de production s'est basée sur les planches de Ralph McQuarrie pour la planète Hoth dans L'Empire contre-attaque. Cet épisode marque l'évolution de l'animation où celle-ci devient plus fluide et réaliste, notamment grâce aux vapeurs de la bouche lors des dialogues et des traces laissées dans la neige par les véhicules de la République. Le dernier arc, centré sur la planète Ryloth, est conçu afin de montrer les conséquences de la guerre, comme la famine, sur des innocents. À l'origine, dans le premier épisode de l'arc, Tempête sur Ryloth, Anakin participe avec Ahsoka et l'escadron au premier affrontement entre la République et les Séparatistes pour Ryloth. Cependant, Lucas proposa de laisser Anakin sur le pont du croiseur afin que celui-ci consolide sa confiance envers Ahsoka.

## Liste des épisodes

### Épisode 1:Embuscade
- États-Unis : 3 octobre 2008 sur Cartoon Network[23]
- France : 23 décembre 2008 sur W9

- États-Unis : 3,99 millions de téléspectateurs[24] (première diffusion)
- France : 730 000 téléspectateurs (première diffusion)

Soucieux d'installer pour le compte de l'armée républicaine une base de ravitaillement dans le système Toydaria, le maître Jedi Yoda part sur la lune Rugosa afin d'entamer des négociations avec le roi Katuunko. Cependant, le vaisseau du Jedi est attaqué par les Séparatistes près de la lune mais Yoda parvient à s'y rendre avec trois soldats clones, Jeck, Thire et Rys, grâce à une capsule de sauvetage. Ils doivent alors faire face à l'apprentie du comte Dooku, Asajj Ventress, qui met au défi Yoda de battre son armée droïde afin de prouver que les Jedi sont assez forts pour protéger une planète. Elle impose alors un choix au roi Katuunko : si Yoda parvient à battre l'armée droïde, la République s'allie avec Toydaria, autrement le roi devra s'allier avec les Séparatistes. Un premier affrontement a alors lieu, avec une victoire aisée pour le Jedi et les clones, ce qui rassure Katuunko, mais le lieutenant Thire est blessé par une roquette d'un super droïde de combat. Afin de prendre du repos, ils se réfugient dans une grotte et Yoda explique que malgré leur ressemblance, les clones sont tous différents.
- Le titre original de l'épisode était Ambush in the Outer Rim (littéralement « Embuscade dans la bordure extérieure »)[25]. L'épisode a été produit pour apparaître plus tard dans la série avant d'être finalement défini comme le premier épisode de The Clone Wars[26].
- La lune Rugosa devait avoir une couleur plus rouge. Cependant, Filoni décide d'en changer afin d'éviter une redondance avec celle de l'arc dédié au Malveillant[26].

### Épisode 2:L'Aube du Malveillant
- États-Unis : 3 octobre 2008 sur Cartoon Network[27]
- France : 23 décembre 2008 sur W9

- États-Unis : 3,92 millions de téléspectateurs[24] (première diffusion)
- France : 730 000 téléspectateurs (première diffusion)

Plusieurs vaisseaux de la République sont attaqués et détruits par surprise en ne laissant aucun survivant, ce qui lance une rumeur autour d'une arme Séparatiste. Afin de déterminer le problème, le maître Jedi Plo Koon est envoyé traquer cette mystérieuse arme. Après l'avoir repéré dans le système Abregado, il informe le Jedi Anakin et l'apprentie de celui-ci, Ahsoka, afin d'obtenir des renforts, mais ceux-ci répondent qu'ils sont déjà en mission et qu'ils ont ordre de rester où ils sont puis la communication est interrompue. Alors qu'elle se prépare au combat, l'ennemi devance la flotte de la République et envoie un énorme champ électromagnétique qui décharge l'énergie des croiseurs puis détruit aisément les trois croiseurs. Le vaisseau ennemi, nommé le Malveillant et dirigé par le comte Dooku et le général Grievous, envoie alors des chasseurs afin d'éliminer les passagers des capsules de sauvetages et ainsi éviter que la République apprenne la nature de l'arme. Peu après, Anakin informe le Conseil que la balise du vaisseau de Koon a cessé d’émettre et le Conseil en conclut donc que le Jedi et sa flotte sont morts. Anakin et Ahsoka, en désaccord avec cette conclusion, partent à bord du Twilight afin de trouver des survivants.
- La scène du canal du tir du canon à ions est un clin d'œil à celle de l'épisode IV avec l'Étoile de la mort[28].
- La seconde capsule de sauvetage est nommée Pod 1977 afin de faire référence à l'année de sortie du premier film Star Wars[28].

### Épisode 3:L'Ombre du Malveillant
- États-Unis : 10 octobre 2008 sur Cartoon Network[29]
- France : 23 décembre 2008 sur W9

- États-Unis : 2,80 millions de téléspectateurs[30] (première diffusion)
- France : 730 000 téléspectateurs (première diffusion)

Après avoir découvert l'existence du Malveillant, Anakin et ses troupes se préparent à contre-attaquer. Le Jedi explique alors son plan à l'équipage : bombarder, grâce à des Y-wing, la passerelle du Malveillant où se trouve le général Grievous afin de stopper le vaisseau. Pendant ce temps, le Malveillant continue de détruire les vaisseaux de la République et Dooku, par hologramme, désigne une nouvelle cible au général : une base médicale secrète située près de la planète Naboo, où plus de 60 000 clones sont soignés. Les Jedi apprennent alors que les Séparatistes s'attaquent à des croiseurs médicaux et Anakin en déduit que la prochaine cible sera sûrement la base médicale. Une partie de la flotte part alors vers la base médicale à bord des bombardiers en suivant un raccourci d'Anakin qui consiste à traverser une nébuleuse remplie de créatures volantes, les Nebray Mantis, après la sortie en hyperespace afin d'arriver avant le Malveillant.

### Épisode 4:Détruisez le Malveillant
- États-Unis : 17 octobre 2008 sur Cartoon Network[31]
- France : 23 décembre 2008 sur W9

- France : 730 000 téléspectateurs (première diffusion)

Les trois croiseurs de la République suivent sans relâche le Malveillant, toujours en flammes. Alors qu'il se dégrade peu à peu, le comte Dooku informe Grievous qu'il a un plan : un sénateur de la République se dirige vers le vaisseau Séparatiste, ce qui donne l'opportunité au cyborg de le prendre en otage afin que les croiseurs cessent leur attaque. Le sénateur s'avère être Padmé Amidala, accompagnée de C-3PO, qui pense résoudre une négociation avec le Clan bancaire. Les Jedi apprennent la présence de Padmé et ordonnent alors que l'attaque soit cessée. Elle informe les Jedi que son vaisseau est attiré par un faisceau tracteur vers un hangar. Une fois arrivée dans celui-ci, Padmé met les générateurs du vaisseau en surcharge afin de le faire exploser et s'enfuit. Peu après, Grievous rentre dans le vaisseau et remarque les générateurs en surcharge. Il se retrouve sous les décombres et parvient à s'en sortir indemne. Pendant ce temps, Anakin, Obi-Wan et R2-D2 partent au secours de la sénatrice et parviennent à rentrer dans le Malveillant grâce à une écoutille où ils donnent rendez-vous à Padmé dans un grand espace ouvert. Une fois rendue, Padmé est attaquée par des droïdes de combat et est obligée de sauter sur un railjet et C-3PO atterrit sur un autre.
- Grievous salue Kenobi en disant « Hello there », ce qui est une référence à Obi-Wan qui dit cela à Grievous dans La Revanche des Sith qui était également une référence à Obi-Wan qui dit cela à R2 dans Un nouvel espoir[32].
- La conception du railjet (les trains à grande vitesse) est inspirée des chars TMT (Transport Multi-Troupes) de La Menace fantôme[32].

### Épisode 5:Les Bleus
- États-Unis : 24 octobre 2008 sur Cartoon Network[33]
- France : 23 décembre 2008 sur W9

- France : 730 000 téléspectateurs (première diffusion)

Alors que les Jedi sont dispersés dans la galaxie, la demande de soldats clones s'intensifie, ce qui provoque le départ de nombreux clones sans qu'ils puissent avoir fini leur formation intensive. Sur la lune de Rishi, un avant-poste de la République est occupé par des bleus. Le commandant Cody et le capitaine Rex, qui effectuent une série de vérifications sur les bases et avant-postes, sont en chemin pour une inspection. Peu après, une pluie de météorites s'abat sur l'avant-poste protégé par un bouclier. Cette pluie, non naturelle, cache des droïdes commando ayant pour mission de prendre le contrôle de l'avant-poste. Ils arrivent à infiltrer la base, tuer quelques clones, tandis que quatre clones parviennent à s'échapper, les droïdes étant trop nombreux. Afin de ne pas se faire repérer, les droïdes désactivent l'alarme et lancent le signal RÀS. Les clones restants se retrouvent à l'extérieur de la base et l'un d'eux, Cutup, se fait manger par une anguille géante. Peu après, Cody et Rex se posent sur la plateforme où un droïde déguisé en clone les accueille. Afin de les avertir, les survivants envoient une fusée d'attaque droïde et Rex abat le droïde déguisé.

### Épisode 6:La Chute du droïde
- États-Unis : 7 novembre 2008 sur Cartoon Network[34]
- France : 30 décembre 2008 sur W9

Après une série de défaites face au général Grievous, Anakin se replie avec ses croiseurs dans le système Bothawui, où se trouve une ceinture d'astéroïdes, afin de préparer une meilleure défense. Obi-Wan, par hologramme, lui suggère de se replier, ce qu'Anakin refuse. Une fois que Grievous est arrivé, le cyborg décide de passer dans la ceinture d'astéroïdes et attaque le croiseur le plus proche. Pendant ce temps, Anakin et ses pilotes partent affronter les vaisseaux Séparatistes. Ahsoka, restée sur le croiseur, ordonne à Rex et ses hommes d'attaquer les Séparatistes. Les clones, qui se trouvent à bord de plusieurs véhicules sur des astéroïdes, ouvrent le feu et prennent l'ennemi à revers. Peu après, Anakin voit Grievous s'enfuir et le prend en chasse, tandis qu'Ahsoka donne le coup de grâce à l'ennemi. Alors qu'il est à portée de tir, l'aile droite du vaisseau du Jedi explose soudainement. Rex ramène alors Anakin inconscient à bord du croiseur. À son réveil, Ahsoka apprend à Anakin que l'astromécano sur son vaisseau, R2-D2, a disparu. Une fois rétabli, Anakin révèle à Obi-Wan que le droïde a disparu et qu'il contient encore des plans d'attaque et des positions de bases de la République. Afin qu'il ne tombe pas entre les mains des Séparatistes, Anakin et Ahsoka doivent retrouver l'astromécano. Peu après, Ahsoka présente le remplaçant de R2 : R3-S6, un dernier modèle de droïde. Anakin ne l'accepte pas mais Ahsoka insiste pour qu'il le prenne. Après avoir retrouvé le chasseur, ils constatent que le droïde n'est plus là mais remarquent un vaisseau collecteur.

### Épisode 7:Duel de droïdes
- États-Unis : 14 novembre 2008 sur Cartoon Network[35]
- France : 30 décembre 2008 sur W9

Alors que Gha Nachkt arrive en orbite autour de la planète où il doit remettre R2-D2 au général Grievous, l'astromécano tente de contacter Anakin mais est interrompu par Nachkt. Anakin, Ahsoka et les clones, toujours en mission à bord du Twilight pour découvrir la station d'écoute Séparatiste, captent la transmission du droïde et se dirigent vers sa direction en pensant qu'R2 et la station peuvent se trouver au même endroit. Une fois arrivés, Nachkt arrive sur la planète et atterri dans une station spatiale droïde où il livre R2 à Grievous qui ordonne son démantèlement pour voir les données qu'il contient. Peu après, Anakin et son équipe arrivent près de la planète et le Jedi découvre que la station d'écoute s'y cache. Il contacte Obi-Wan où il l'informe de la situation et propose de sauver R2, ce qu'Obi-Wan refuse et ordonne à Anakin de faire exploser la station. Anakin, Ahsoka et des clones sautent alors depuis le Twilight afin d'infiltrer le lieu ennemi et Anakin divise l'équipe en deux : Ahsoka et les clones sont chargés de faire exploser les réacteurs et Anakin de retrouver R2. Pendant ce temps, Nachkt récupère les données d'R2 et informe Grievous que la mémoire du droïde n'a jamais été effacée. Il demande alors plus d'argent mais Grievous le tue. Peu après, R3, qui se révèle être un espion Séparatiste, contacte Grievous et l'informe de la présence des Jedi.

### Épisode 8:Jedi Bombad
- États-Unis : 21 novembre 2008 sur Cartoon Network[36]
- France : 30 décembre 2008 sur W9

- États-Unis : 2,77 millions de téléspectateurs[37] (première diffusion)

Alors que de plus en plus de planètes sont sous un contrôle Séparatiste, Padmé Amidala, accompagnée de Jar Jar Binks et C-3PO, se rend sur Rodia afin de s'assurer que ce monde restera fidèle à la République. Une fois arrivée et pour éviter toute maladresse coutumière de Binks, la sénatrice le laisse en compagnie de C-3PO à bord du vaisseau. Elle rencontre le sénateur Rodien Onaconda Farr qui est aussi un vieil ami de la famille Amidala. Celui-ci explique à Padmé que son peuple n'est pas en sécurité et qu'il subit la famine en raison des attaques de pirates contre les vaisseaux ravitailleurs de la République. À la suite de ces problèmes, Farr s'est vu contraint de s'allier aux Séparatistes et au vice-roi Nute Gunray pour l'aider. Amidala est alors enfermée en cellule par les droïdes de combat. Peu après, Jar Jar et C-3PO sont attaqués par des droïdes mais ceux-ci sont vaincus par la maladresse du Gungan. Cependant, Jar Jar détruit également le vaisseau et déduit que si les Séparatistes sont présents alors la sénatrice est en danger. Alors qu'il croit appuyer sur le bouton de communication, Jar Jar appuie sur un mauvais bouton et ouvre le placard de ce qui reste du vaisseau. Avec C-3PO, ils découvrent une bure Jedi et Binks décide de la porter pour passer inaperçu.

### Épisode 9:La Cape des ténèbres
- États-Unis : 5 décembre 2008 sur Cartoon Network[39]
- France : 30 décembre 2008 sur W9

- États-Unis : 1,95 million de téléspectateurs[40] (première diffusion)

À la suite de la capture de Nute Gunray, le conseil Jedi envoie Luminara Unduli et Ahsoka ramener le vice-roi sur Coruscant. Arrivées sur le croiseur Tranquillité, Gunray est placé en cellule par le capitaine Faro Argyus. Pendant ce temps, le comte Dooku planifie avec son maître la récupération du vice-roi. Ils décident d'envoyer Asajj Ventress pour ramener Gunray ou le faire taire définitivement. Alors que les Jedi interrogent Gunray, le croiseur est attaqué par des droïdes Vautours qui escortent des vaisseaux d'abordage. Malgré une tentative d’arrêter l'abordage, des super droïdes de combat infiltrent le croiseur et les clones sont dépassés. Unduli et le commandant Gree partent affronter les droïdes tandis qu'Ahsoka et le capitaine Argyus restent pour garder le vice-roi. Peu après, Ventress sort d'un vaisseau d'abordage et se dirige vers la salle des machines où elle y place des charges explosives. Elle rejoint après le quartier de détention et parvient à libérer Gunray et à emprisonner Ahsoka à la place. Après avoir vaincu les droïdes, Unduli et le commandant Gree reviennent vers le quartier de détention. Une fois rendus, la Jedi libère Ahsoka et ordonne à Ventress de se rendre. Celle-ci semble obéir mais active à la place les explosifs placés dans la salle des machines et profite de l'explosion pour s'enfuir.

### Épisode 10:L'Antre de Grievous
- États-Unis : 12 décembre 2008 sur Cartoon Network[41]
- France : 30 décembre 2008 sur W9

- États-Unis : 2,14 millions de téléspectateurs[42] (première diffusion)

Après l'évasion du vice-roi Nute Gunray, Kit Fisto parvient à suivre le vaisseau volé jusqu'au système de Vassek. Une fois arrivé, le maître Jedi y retrouve son ancien apprenti devenu chevalier Jedi, Nahdar Vebb, accompagné de quelques clones. Après s'être introduits dans un imposant bâtiment, l'équipe entend la voix de Gunray et voit quelques droïdes de combat. Les Jedi parviennent aisément à détruire les droïdes mais découvrent qu'il s'agissait d'un hologramme et non de Gunray. Soudainement, Dooku apparaît, également par hologramme, et active une commande pour ouvrir une porte avant de disparaître. L'équipe visite quelques pièces avant de découvrir qu'ils sont dans le repaire du général Grievous. Peu après, Grievous, arrivé près de la planète, reçoit une communication de Dooku qui exige de lui plus de Jedi morts et celui-ci répond que les droïdes fournis sont incompétents. Une fois posé, Grievous se voit piégé par les Jedi et les clones et un combat s'engage. Il parvient à tuer deux clones et à s'enfuir mais perd ses deux jambes au combat. Le cyborg se réfugie dans la salle de contrôle, prépare des pièges pour les Jedi et active les Magna Gardes qui vont le protéger et détruire la navette de la République.

### Épisode 11:La Capture du comte Dooku
- États-Unis : 2 janvier 2009 sur Cartoon Network[44]
- France : 11 avril 2009 sur W9

Alors qu'il tentait de capturer le comte Dooku, Anakin est porté disparu. Obi-Wan se rend alors vers sa dernière position connue : une frégate Séparatiste. Il parvient à libérer Anakin, qui était en détention, et les deux Jedi décident d'attaquer Dooku qui est à bord afin de la capturer. Alors qu'un croiseur de la République surgit, commandé par Ahsoka et Rex, Dooku s'enfuit à bord de son vaisseau. Anakin et Obi-Wan prennent une navette Séparatiste et parviennent à toucher le vaisseau du comte qui s'écrase sur la planète Vanqor. Cependant, leur navette est touchée par un droïde Vautour et ils s'écrasent à leur tour sur la planète. Ils partent alors à la recherche du comte dans une grotte à proximité mais celui-ci déclenche, grâce à la Force, un éboulement sur les Jedi. Il en profite pour s'emparer du sabre laser d'Anakin et ferme la grotte grâce à un nouvel éboulement. Il découvre alors que des pirates, dirigés par Hondo Ohnaka, pillent son vaisseau. Afin de quitter la planète, le comte part avec les pirates. Pendant ce temps, Anakin et Obi-Wan parviennent à sortir des décombres et Anakin remarque l'absence de son sabre, tandis que celui d'Obi-Wan s'avère être défaillant. Alors qu'ils essayent de sortir, ils sont attaqués par un Gundark, une créature à quatre bras, mais les Jedi parviennent à l'assommer à l'aide de rochers. De son côté, Dooku arrive sur la planète Florrum afin d'y trouver un transport.

### Épisode 12:Le Général Gungan
- États-Unis : 9 janvier 2009 sur Cartoon Network[46]
- France : 11 avril 2009 sur W9

- États-Unis : 2,31 millions de téléspectateurs[47] (première diffusion)

Malgré la prudence d'Anakin et d'Obi-Wan pour éviter le piège de la boisson orchestré par Hondo Ohnaka, ils se réveillent dans la cellule du comte Dooku et sont tous deux attachés à celui-ci. Pendant ce temps, Ohnaka ordonne à Turk Falso, son second, de s'assurer que la navette de la République arrive jusqu'au camp pour demander ensuite une rançon pour les deux Jedi. Cependant, Turk ordonne à un de ses acolytes, Barb Mentir, de détruire la navette avant qu'elle n'arrive pour récupérer la rançon et s'enfuir. Une fois la navette arrivée, Mentir tire dessus et la navette s'écrase, ce qui provoque la mort du sénateur Kharrus et des pilotes clones. Dans la cellule, Dooku utilise la Force pour fait léviter un couteau qu'il fait rentrer dans la serrure, ce qui permet d'ouvrir la porte, mais les Jedi et le Sith ne vont pas bien loin et se font capturer. Après avoir abattu la navette de la République, Mentir revient vers Turk en disant qu'il y a peut-être des survivants. Ils partent alors sur des speeder bike rejoindre le site du crash. Après avoir enterré le sénateur, les survivants sont attaqués par les hommes de Turk et ceux-ci parviennent à récupérer la rançon. Dans la base, Obi-Wan manipule mentalement un garde pour qu'il ouvre la porte, ce qui permet au trio de partir de la cellule. Cependant, l'alarme se met à retentir et le trio se retrouve face à un mur qui les empêche de sortir de la forteresse. Anakin saisit alors une perche qui permet de les propulser dans les airs, mais, une fois le mur agrippé, le poids du trio devient trop lourd pour le jeune Jedi et ils se font de nouveau emprisonner.

### Épisode 13:Le Crash
- États-Unis : 16 janvier 2009 sur Cartoon Network[49]
- France : 11 avril 2009 sur W9

- États-Unis : 2,35 millions de téléspectateurs[50] (première diffusion)

Dans l'atmosphère de la planète Quell, les croiseurs de la République, dirigés par la Jedi Aayla Secura, sont dépassés par les forces Séparatistes. Anakin et Ahsoka, à bord du Résolu, traversent alors la galaxie afin de venir en aide à Aayla. Une fois arrivés, ils utilisent des vaisseaux de déploiement pour se rendre sur le croiseur d'Aayla mais ils sont attaqués par des super droïdes de combat. Anakin en profite pour monter sur l'un d'eux et arrive à entrer dans le croiseur en flammes où il est rejoint par Ahsoka, Rex et quelques clones. Après avoir réussi à rejoindre Aayla, l'équipe doit rejoindre une navette afin d'évacuer le croiseur. Cependant, une explosion survint alors qu'ils s'apprêtent à rentrer dans la navette. L'explosion gagnant en rapidité, Anakin utilise la Force pour mettre le reste de l'équipe dans la navette et tente de retenir l'explosion. Cependant, celle-ci propulse une porte sur le Jedi, ce qui le rend inconscient. Aayla et Ahsoka le traînent jusqu'à la navette puis celle-ci décolle et rejoint la baie d'amarrage du Résolu. Cependant, des tirs de chasseurs droïdes touchent le cockpit, ce qui tue un pilote et détériore le système de navigation. L'hyperpropulsion se met en marche alors que la navette est amarrée. Afin de ne pas entraîner le Résolu, l'équipe détache la navette et celle-ci saute en hyperespace. Le second d'Aayla, le commandant Bly, informe l'équipe qu'ils sont dans une trajectoire d'impact avec une étoile. Ahsoka, inquiète pour Anakin, rejoint tout de même le cockpit pour aider. Malgré avoir réussi à éviter l'étoile, la navette s'écrase sur la planète Maridun. L'intégralité du groupe parvient à sortir de la navette à temps et à mettre à l'abri Anakin qui est dans un état critique. Peu après, Rex trouve une tablette qui prouve qu'un peuple vit sur la planète.

### Épisode 14:Les Défenseurs de la paix
- États-Unis : 23 janvier 2009 sur Cartoon Network[52]
- France : 11 avril 2009 sur W9

- États-Unis : 2,17 millions de téléspectateurs[53] (première diffusion)

Tandis qu'Anakin reprend des forces, Rex aperçoit un vaisseau Séparatiste qui se pose près du village des Lurmens. Afin de ne pas mettre les habitants en danger, l'équipe part se réfugier dans les hautes herbes. De son côté, Tee Watt Kaa refuse de se battre et décide de rester neutre face aux Séparatistes. Alors que l'équipe décide de voler une navette aux Séparatistes, un droïde sonde les repère mais Aayla Secura parvient à le détruire. L'équipe prend alors position dans un des grands arbres pour observer l'évolution des Séparatistes. Dans la base de ceux-ci, le général Lok Durd contacte le comte Dooku pour que ce dernier puisse assister au test d'une nouvelle arme capable de désintégrer la matière organique sans que les droïdes ne soient affectés. Après un test réussi sur les droïdes, Dooku ordonne de tester l'arme sur des êtres vivants, plus précisément sur le village des Lurmens. Témoins de l'échange, les Jedi attendent alors la nuit pour aller voler discrètement une navette dans la base Séparatiste et retourner au village pour aider ses habitants.

### Épisode 15:Intrusion
- États-Unis : 30 janvier 2009 sur Cartoon Network[56]
- France : 18 avril 2009 sur W9

- États-Unis : 2,62 millions de téléspectateurs[57] (première diffusion)

Sur la planète gelée d'Orto Plutonia, qui fait partie du système de Pantora, la République a perdu tout contact avec son avant-poste. Anakin Skywalker et Obi-Wan Kenobi sont alors envoyés sur place avec des représentants de Pantora : le polémarque Chi Cho et la sénatrice Riyo Chuchi. Une fois arrivés dans l'avant-poste, ils découvrent des casques de soldats clones empalés sur des piques et des cadavres dans le centre de contrôle. Dans un même temps, Rex informe Kenobi que les éclaireurs ont également trouvé une base Séparatiste sur la planète. Les Jedi en explorant cette base découvrent des droïdes dans le même état et observent par hologramme que le responsable est un bon combattant. En dehors de la base, ils voient des reflets et décident de se rendre vers eux où ils arrivent à un camp de mammifères de grande taille, les Talz. Ils découvrent qu'il s'agit du peuple qui occupe la planète gelée et qui a attaqué l'avant-poste. Après s'être expliqués avec le chef du camp en insistant sur le fait de vouloir la paix, les Jedi repartent en bons termes. De retour à l'avant-poste, ils expliquent la situation au polémarque qui suggère un massacre. Afin de trouver un accord, une réunion est organisée dans la base Séparatiste entre le polémarque, le chef des Talz et les Jedi. Cependant, l'arrogance du polémarque, qui ne veut pas des Talz sur Orto Plutonia, provoque le chef qui donne un dernier avertissement à la République pour qu'elle parte ou la guerre sera déclarée.

### Épisode 16:L'Ennemi caché
- États-Unis : 6 février 2009 sur Cartoon Network[59]
- France : 18 avril 2009 sur W9

- États-Unis : 2,51 millions de téléspectateurs[60] (première diffusion)

Alors que les Séparatistes tentent de conquérir la planète Christophsis, ses habitants demandent l'aide de la République qui envoie Anakin et Obi-Wan et leurs troupes. Ils prévoient une embuscade mais celle-ci tourne mal quand les droïdes se divisent et submergent les forces Républicaines. Grâce au vol de la tête du droïde tactique qui coordonne l'armée droïde, les Jedi découvrent que les droïdes connaissaient le plan d'embuscade de la République et concluent qu'un espion est parmi eux. Alors qu'ils sont chargés de l'enquête, le commandant Cody et le capitaine Rex découvrent que l'espion est l'un des soldats clones du sergent Slick. Pendant ce temps, Anakin et Obi-Wan entament un combat avec Asajj Ventress. Alors que l'enquête se poursuit, chaque soldat présente son alibi, sauf Slick qui parle de la sortie des Jedi alors qu'il ne devrait pas être au courant, révélant ainsi que c'est lui le traître.
- Cet épisode est un préquel du film Star Wars: The Clone Wars[61].
- La musique qui accompagne le combat entre Rex, Cody et Slick est une variante de celle de la poursuite en speeder dans L'Attaque des clones[61].
- L'idée d'un épisode où un clone « tourne mal » provient de George Lucas[62].

### Épisode 17:Le Virus de l'ombre bleue
- États-Unis : 13 février 2009 sur Cartoon Network[63]
- France : 18 avril 2009 sur W9

- États-Unis : 2,94 millions de téléspectateurs[64] (première diffusion)

À la suite de la découverte de droïdes de combat sur Naboo, la sénatrice Padmé Amidala retourne sur sa planète en compagnie de Jar Jar Binks afin d'évaluer la situation. Alors qu'ils analysent les droïdes pour en tirer des informations, le droïde tactique révèle qu'il y a un laboratoire, contenant un virus, sur Naboo. Durant l'interrogatoire, Jar Jar poursuit un insecte volant provenant d'un droïde abattu mais renverse des étagères qui détruisent le droïde interrogé. Cependant, la provenance de l'insecte, connue par Jar Jar, révèle que les droïdes viennent des marécages. Padmé appelle alors le conseil Jedi et demande l'envoi d'Obi-Wan et d'Anakin. La sénatrice et Jar Jar se rendent alors vers les marécages en tenues de survie et rencontrent une Gungan, Peppi Bow, qui révèle que l'eau est empoisonnée. Padmé envoie alors Peppi à Theed tandis que la sénatrice et Jar Jar se dirigent vers la forêt où se trouve l'origine du virus. Ils trouvent alors une trappe d'une base souterraine et Padmé demande au capitaine Typho, son garde du corps, de scanner la zone. Cependant, ils sont capturés par des droïdes de combat et emmenés devant le docteur Nuvo Vindi. Ce dernier leur explique qu'il a recréé le virus de l'ombre bleue, un ancien agent pathogène ne fonctionnant que dans l'eau, responsable de la mort de nombreuses personnes dans plusieurs systèmes stellaires. Le docteur présente alors une nouvelle version du virus où ce dernier se propagera désormais dans l'air à l'aide de bombes.
- L'aspect du docteur Nuvo Vindi provient de croquis réalisés puis abandonnés pour L'Attaque des clones[65].
- La conception des couloirs souterrains du laboratoire, en forme de tubes, est inspirée par le couloir que Luke Skywalker explore dans la cité des nuages dans L'Empire contre-attaque[66].

### Épisode 18:Les Mystères des mille lunes
- États-Unis : 20 février 2009 sur Cartoon Network[67]
- France : 18 avril 2009 sur W9

- États-Unis : 2,11 millions de téléspectateurs[68] (première diffusion)

Après avoir réussi à empêcher la diffusion du virus mortel de l'ombre bleue et à arrêter le docteur Nuvo Vindi, Anakin et Obi-Wan décident d'amener le scientifique à Theed, la capitale de Naboo, tandis qu'Ahsoka, Padmé et les soldats clones sont encore dans le laboratoire. Alors qu'ils s'apprêtent à partir, Padmé remarque qu'une fiole du virus est manquante dans la dernière bombe qu'elle a récupéré à un droïde assistant. Ce dernier se rend alors avec le virus dans la salle des bombes et place la fiole dans l'une d'elles, ce qui provoque une explosion et libère le virus. Alors que Padmé et Jar Jar sont à l'abri dans un sas stérile, Ahsoka et les clones tentent de se réfugier dans une salle sécurisée. Cependant, ils arrivent légèrement trop tard et sont contaminés. Après avoir été informés de la situation, Anakin et Obi-Wan partent pour Theed afin d'interroger Vindi sur un possible antidote. Une fois arrivés, le capitaine Typho informe les Jedi d'un possible remède à base de racine de Reeksa et trouvable uniquement sur la planète Iego. Anakin et Obi-Wan décident alors d'aller chercher ces racines. Pendant ce temps, dans le laboratoire, l'équipe de la République parvient à empêcher les droïdes de combat de sortir de la base afin de relâcher le virus sur Naboo. Cependant, lors d'un affrontement, la combinaison de Padmé est endommagée, ce qui contamine la sénatrice.

### Épisode 19:Tempête sur Ryloth
- États-Unis : 27 février 2009 sur Cartoon Network[70]
- France : 25 avril 2009 sur W9

- États-Unis : 2,37 millions de téléspectateurs[71] (première diffusion)

Les Séparatistes ont mis en place un blocus, dirigé en orbite par le capitaine Mar Tuuk, sur la planète Ryloth. Anakin et Ahsoka sont envoyés afin de libérer le système et préparer l'assaut terrestre pour Obi-Wan. Ahsoka est assignée pour la première fois aux commandes d'un escadron, mais celui-ci est dépassé quand plusieurs croiseurs Séparatistes émergent de l'hyperespace. L'amiral Yularen, qui est sous les ordres du jeune Jedi, et Anakin ordonnent à Ahsoka de se replier, en raison du nombre important de chasseurs droïdes qui attaquent les croiseurs de la République. Cependant, Ahsoka refuse d'obéir et s'entête à vouloir terminer la mission. Voyant qu'Ahsoka perd une grande partie de son escadron, Anakin insiste. Ahsoka finit par rentrer à bord du Résolu où les croiseurs endommagés partent en hyperespace. Dépitée par le nombre de morts dans son escadron, Anakin tente de donner une leçon à sa padawan sur le respect de l'autorité et une opportunité de rédemption. Pour ce faire, Anakin laisse à Ahsoka les commandes du croiseur Résolu pendant que le Jedi sera dans le Défenseur, gravement endommagé, pour que ce dernier se crashe sur le vaisseau de commandement Séparatiste.

### Épisode 20:Les Innocents de Ryloth
- États-Unis : 6 mars 2009 sur Cartoon Network[72]
- France : 25 avril 2009 sur W9

- États-Unis : 2,49 millions de téléspectateurs[73] (première diffusion)

Après qu'Anakin et Ahsoka aient neutralisé le blocus de la planète Ryloth, Obi-Wan se dirige avec ses troupes sur la planète. Cependant, des canons à protons des Séparatistes endommagent fortement les croiseurs et détruisent les canonnières, mais Obi-Wan et des soldats clones arrivent à se poser près d'un avant-poste droïde dans l'objectif de neutraliser les canons. Obi-Wan, accompagné de deux autres clones nommés Waxer et Boil, parvient à neutraliser l'avant-poste pour se diriger vers les canons. Une fois entrés dans un village Twi'lek, Waxer et Boil sont envoyés en reconnaissance tandis que le commandant Cody découvre que les droïdes gardent des otages près des canons et en informe Obi-Wan. Sur place, un droïde de reconnaissance espionne la conversation et la retransmet au commandant droïde. Celui-ci décide d'envoyer des créatures carnivores sur les forces de la République. De leur côté, Waxer et Boil découvrent une petite fille Twi'lek nommée Numa qui mène les deux soldats clones jusqu'à sa maison en ruine puis les clones décident de veiller sur elle.

### Épisode 21:Liberté sur Ryloth
- États-Unis : 13 mars 2009 sur Cartoon Network[74]
- France : 25 avril 2009 sur W9

- États-Unis : 3,01 millions de téléspectateurs[75] (première diffusion)

Après la destruction des canons à protons par Obi-Wan, Mace Windu se dirige avec ses troupes vers Lessu, la capitale de Ryloth où se trouve Wat Tambor, un chef Séparatiste. Dans un véhicule d'assaut lourd, un entretien se déroule entre le chancelier de la République Palpatine, Anakin, Yoda et le sénateur de Ryloth Orn Free Taa. Anakin affirme que l'espace autour de la planète est sécurisé, tandis que Windu les informe qu'il prévoit de se joindre aux rebelles Twi'lek dirigés par Cham Syndulla. Le sénateur n'approuve pas l'idée et révèle, qu'avant la guerre des clones, ils étaient rivaux politiques et que Syndulla cherche à prendre le pouvoir. Malgré cela, Windu se rend sur le lieu où s'est déroulée une bataille. Après un court affrontement entre une patrouille droïde et les rebelles, le Jedi rencontre Syndulla. Une fois arrivé au repère des rebelles, Windu tente de convaincre Syndulla afin de l'aider à reprendre la capitale. Pendant ce temps, le comte Dooku ordonne à Tambor de partir et de tout détruire. Des bombardiers droïdes décollent alors et détruisent les villages habités. Informé des bombardements, Syndulla se dit prêt à discuter avec le sénateur Taa. Peu après, dans la capitale, le droïde tactique présente à Tambor un hologramme de Dooku où celui-ci ordonne à Tambor de bombarder la capitale à distance une fois qu'il sera parti et que Windu et ses troupes seront arrivés, mais Tambor, après la fin de la transmission, refuse.
- Une des premières versions de l'histoire prévoyait que Windu sauvait les Twi'leks captifs depuis une prison suspendue au-dessus de la caldeira d'un volcan, mais cela fut abandonné en raison du décor similaire de la planète Mustafar[76].
- Parmi les trésors amassés par Wat Tambor, il y a l'Arche d'alliance, légèrement modifié pour présenter un Twi'lek chérubin au sommet du coffre[76].

### Épisode 22:Prise d'otage
- États-Unis : 20 mars 2009 sur Cartoon Network[77]
- France : 25 avril 2009 sur W9

- États-Unis : 3,29 millions de téléspectateurs[78] (première diffusion)

Malgré de nombreuses victoires dans la bordure extérieure, la capitale de la République, Coruscant, n'est pas un lieu sûr. Cad Bane, un chasseur de primes, a rassemblé les meilleurs mercenaires et se dirige vers le Sénat afin d'en capturer les membres. Une fois arrivée sur une piste d'atterrissage, l'équipe du chasseur de primes supprime les gardes avec l'aide d'Aurra Sing qui manie un fusil de précision dans une tour environnante, ce qui permet à l'équipe de pénétrer dans le bâtiment. Pendant ce temps, dans les quartiers de la sénatrice Padmé Amidala, Anakin tente de la convaincre de partir en vacances, mais celle-ci refuse en raison du vote d'une loi importante. Anakin lui confie alors son sabre laser afin de lui prouver sa confiance et son amour. Soudainement, Bail Organa et C-3PO entrent dans la pièce, ce qui oblige Anakin à se cacher sous le bureau et Padmé à partir avec le sabre laser caché dans sa manche. Peu après, l'équipe de Bane tue, grâce à un détonateur thermique, la relève de la garde sénatoriale et rejoint les sénateurs dans une chambre du Sénat où ils sont pris en otage. Le sénateur Philo refuse et tente de partir, mais Bane le tue. Dans le bureau de Palpatine, celui-ci est informé de la situation par le sénateur Orn Free Taa et Bane exige au chancelier que le seigneur du crime Ziro le Hutt soit libéré de prison, sans quoi il exécutera les sénateurs les uns après les autres. L'alimentation du bâtiment se coupe alors, grâce à un complice de Bane, Robonino, pendant qu'Anakin sort des quartiers de Padmé et se rend dans la chambre du Sénat.
- Quand Shahan Alama recherche Skywalker, il tombe sur un droïde Bettie effrayé (un modèle de droïde de luxe) dont la conception est en partie inspirée par le mannequin Bettie Page[79].
- Robonino est basé sur un concept art inutilisé de Iain McCaig pour un Jedi alien[79].

## Accueil
Cette première saison de The Clone Wars est mieux accueillie que le film pilote sorti au cinéma, notamment grâce à la durée des épisodes qui permet plus d'action, de suspense et un tournant vers un public plus adulte,. Néanmoins, l'humour présent grâce aux droïdes de combat est critiqué car jugé frustrant et rebutant. De même la présence du personnage comique Jar Jar Binks dans la série est considérée comme un faux pas. Le journal Newsday qualifie le style de la série comme innovant pour représenter la lutte des Jedi et leur armée de soldats clones contre l'armée droïde des Séparatistes.
Le 11 juillet 2008, The Hollywood Reporter, après avoir vu un épisode en avant-première, qualifie The Clone Wars comme « probablement la série d'animation la plus réaliste jamais produite », puis, deux mois plus tard, que la série « reflète le style, l'ambiance, les idéaux et l'esprit des six films Star Wars »,.
De son côté, le magazine Time attribue un C- à la série pour être aussi décevante que le film pilote, mais loue la vivacité de l'animation. Pour Variety et Slate, l'introduction du personnage d'Ahsoka Tano dans l'univers Star Wars est conçue dans l'objectif de conquérir le public féminin,. Le quotidien Chicago Tribune note un meilleur rythme de la série face aux films de la prélogie, mais reproche des mondes lisses et sans vie malgré une animation 3D « techniquement impressionnante »,. Sur Metacritic, la saison obtient un score de 64 sur 100, sur la base de neuf critiques, indiquant des avis majoritairement positifs.
En janvier 2009, IGN classe The Clone Wars comme la 89e meilleure série animée, notamment grâce aux épisodes Les Bleus et La Cape des ténèbres, affirmant que leur histoire se démarque comme l'une des meilleures de l'univers étendu de Star Wars. Lors de la 36e cérémonie des Annie Awards, qui s'est déroulée le 30 janvier 2009, le compositeur de la série, Kevin Kiner, est nommé pour l'épisode L'Aube du Malveillant dans la catégorie de la meilleure musique dans une production télévisuelle. En février 2009, The Clone Wars est récompensée lors des Motion Picture Sound Editors Awards pour le meilleur montage sonore pour l'épisode L'Antre de Grievous. Le 25 juin 2009, lors de la 35e cérémonie des Saturn Awards, la série est nommée dans la catégorie de la meilleure série diffusée sur le câble ou en syndication.

## DVD et Blu-ray

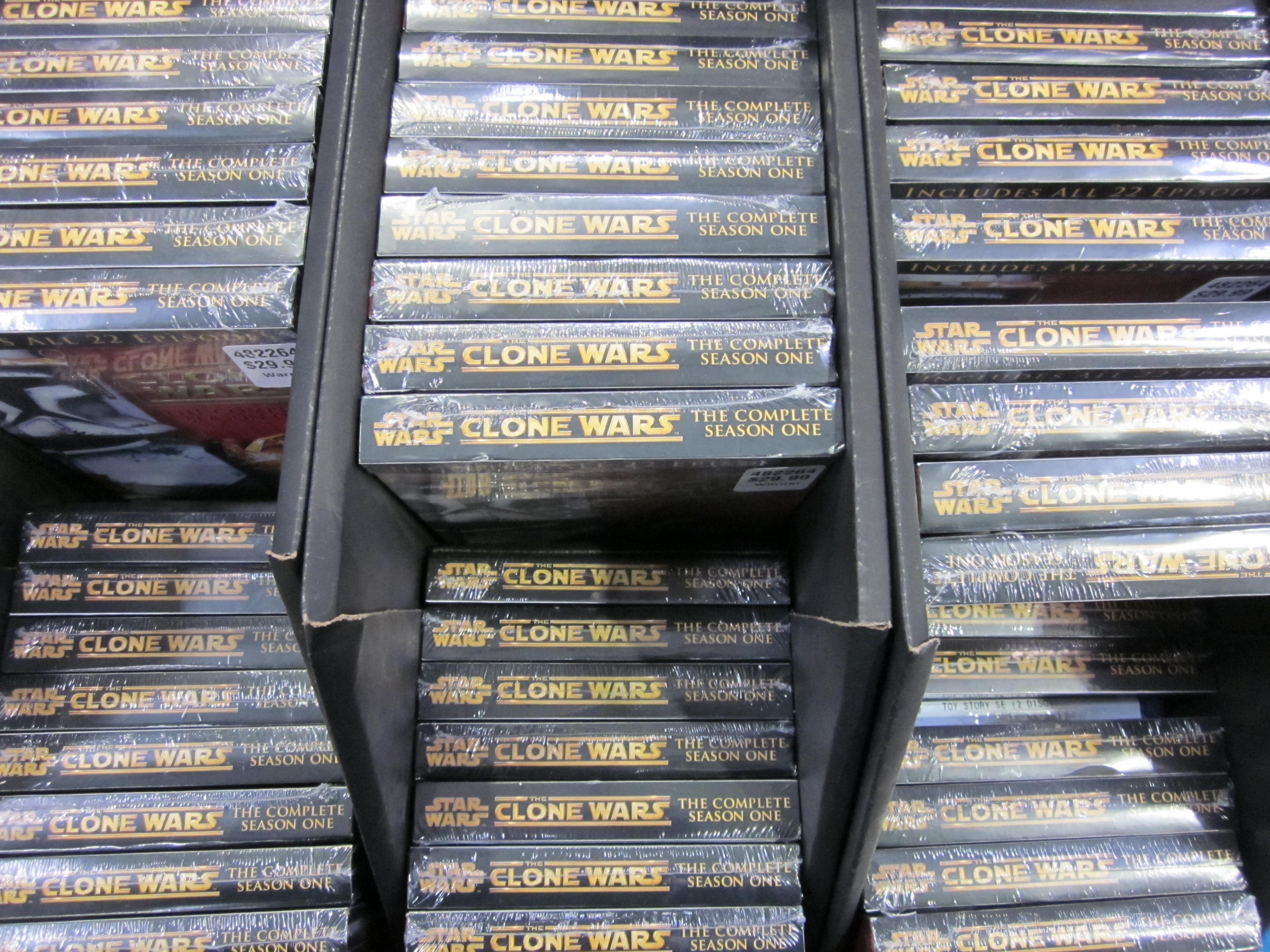
Coffrets DVD de l'intégrale de la saison aux États-Unis.

La commercialisation de la saison débute en mars 2009 avec la sortie, uniquement en DVD et aux États-Unis, des quatre premiers épisodes regroupés sous le titre A Galaxy Divided. Par la suite, en septembre 2009, les épisodes 5 et 19 à 21 sont regroupés sous le titre Clone Commandos. Deux mois plus tard, l'intégrale de la saison est commercialisée en DVD et disque Blu-ray. En bonus, chaque support contient un making-of pour chaque épisode, commenté par le superviseur de la réalisation Dave Filoni et l'équipe de production, ainsi qu'un livret de soixante-quatre pages axé sur la production de la saison. Il détaille les premières esquisses, les notes des artistes et des concept arts pour chaque épisode.
En exclusivité sur le disque Blu-ray, un bonus, nommé Les Archives du temple Jedi (The Jedi Temple Archives), présente une base de données qui dévoile les séquences de tests d'animation, dessins préparatoires, premiers croquis, modèles de personnages et divers objets en 3D. Au Japon, une édition limitée est commercialisée en Blu-ray le 18 novembre 2009. Rassemblée dans une boîte métallique, l'édition contient l'intégrale de la saison, six cartes postales, une affiche originale et six figurines.
| Intitulé du coffret                                           | Nombre d'épisodes | Dates de sortie                    | Dates de sortie             | Support        | Distributeur      |
| Intitulé du coffret                                           | Nombre d'épisodes | Zone 1 (dont États-Unis et Canada) | Zone 2 (Europe dont France) | Support        | Distributeur      |
| ------------------------------------------------------------- | ----------------- | ---------------------------------- | --------------------------- | -------------- | ----------------- |
| Star Wars: The Clone Wars - A Galaxy Divided                  | 4                 | 24 mars 2009                       | Aucune sortie               | DVD            | Warner Home Video |
| Star Wars: The Clone Wars - Clone Commandos                   | 4                 | 15 septembre 2009                  | Aucune sortie               | DVD            | Warner Home Video |
| Star Wars: The Clone Wars - L'intégrale de la saison 1        | 22                | 3 novembre 2009                    | 9 décembre 2009             | DVD et Blu-ray | Warner Home Video |
| Star Wars: The Clone Wars - Saison 1, volume 1                | 5                 | Aucune sortie                      | 16 septembre 2009,          | DVD            | Warner Home Video |
| Star Wars: The Clone Wars - Saison 1, volume 2                | 5                 | Aucune sortie                      | 16 septembre 2009,          | DVD            | Warner Home Video |
| Star Wars: The Clone Wars - Saison 1, volume 3                | 6                 | Aucune sortie                      | 28 octobre 2009,            | DVD            | Warner Home Video |
| Star Wars: The Clone Wars - Saison 1, volume 4                | 6                 | Aucune sortie                      | 28 octobre 2009,            | DVD            | Warner Home Video |
| Star Wars: The Clone Wars - L'intégrale des saisons 1 et 2    | 44                | Aucune sortie                      | 15 avril 2011               | DVD et Blu-ray | Warner Home Video |
| Star Wars: The Clone Wars - The Complete Seasons 1-3          | 66                | Aucune sortie                      | 17 octobre 2011             | DVD et Blu-ray | Warner Home Video |
| Star Wars: The Clone Wars - The Complete Seasons 1-4          | 88                | Aucune sortie                      | 22 octobre 2012,            | DVD et Blu-ray | Warner Home Video |
| Star Wars: The Clone Wars - Saisons 1 à 5 - Édition collector | 108               | 15 octobre 2013                    | 16 octobre 2013             | DVD et Blu-ray | Warner Home Video |
| Star Wars: The Clone Wars - Saisons 1 à 5                     | 108               | Aucune sortie                      | 30 septembre 2015           | DVD et Blu-ray | Warner Home Video |